# Id Tech 2
id Tech 2 (прежде известный как Quake II engine) — игровой движок, разработанный преимущественно Джоном Кармаком (англ. John Carmack), главным программистом компании id Software в 1997 году. Несмотря на то, что движок разрабатывался в первую очередь для игры Quake II, позднее он был лицензирован множеству других разработчиков.

## Технические характеристики

Дерево развития движков Quake иллюстрирует, какие игры и движки основаны на id Tech 2.

Движок является дальнейшим развитием Quake engine. Будучи основным на этом движке, в него также были внедрены наработки GLQuake (расширенный в плане графики Quake под ускоритель Voodoo 1), Quake World (многопользовательский компонент для Quake) и WinQuake (Quake под Windows 95).
Впервые в серии движков от id была включена поддержка ускорителей графики (OpenGL) для карт 3dfx Voodoo, nVidia RIVA TNT, ATI RagePro. Однако на момент выхода движка ускорители графики были мало распространены, поэтому в движок был включен и программный рендеринг.
Формат уровней использует BSP-дерево. Дополнительно к нему движок использует технологию скайлайн — полигоны уровней просчитываются сначала сверху до условной границы-горизонта, затем — снизу.
Освещение уровней использует метод лайтмапов — карт освещения (англ. lightmap), в которых световые данные для каждой поверхности являются предварительно рассчитанными (для создания предрасчётных карт теней id Software использовала метод radiosity) и сохранены как изображения в файлах. Лайтмапы используются для определения того, какую интенсивность света должна получить каждая модель, но они не определяют направление, из-за чего можно было наблюдать, что тени иногда шли независимо от направления ламп или просто висели на воздухе.
Рендерер, графический движок, разделен на компоненты, которые находились в отдельных DLL-файлах. Именно это позволило включить в движок два рендерера, которые находились в отдельных файлах. Также это позволяло модифицировать движок для игр. Игровая логика была так же вынесена в отдельные файлы по двум причинам: id Software могла выпускать (опубликовывать) исходный код этих библиотек для поддержки разработки модификаций, и в то же время сохраняла закрытым исходный код самого рендерера и других частей движка; так как библиотеки были откомпилированы для родной платформы вместо интерпретирования, они могли работать быстрее, чем аналогичные компоненты Quake, которые должны были выполнять игровую логику QuakeC в ограниченном интерпретаторе.
22 декабря 2001 года автор движка, Джон Кармак, опубликовал исходный код движка под лицензией GNU General Public License. Исходный код можно загрузить с официального FTP-сервера (недоступная ссылка).

## Игры, использующие id Tech 2
- Quake II (1997) — id Software
  - Quake II Mission Pack: The Reckoning (1998) — Xatrix Entertainment
  - Quake II Mission Pack: Ground Zero (1998) — Rogue Entertainment
  - Zaero: Mission Pack for Quake II (1998) — Team Evolve
  - Juggernaut: The New Story for Quake II (1998) — Canopy Games
  - Quake II Netpack I: Extremities (1999) — Activision
- Heretic II (1998) — Raven Software
- SiN (1998) — Ritual Entertainment
  - Sin Mission Pack: Wages of Sin (1999) — 2015, Inc.
- Kingpin: Life of Crime (1999) — Xatrix Entertainment
- Soldier of Fortune (2000) — Raven Software
- Daikatana (2000) — Ion Storm
- AmsterDoom (2000) — Davilex Games
- Invasion Deutschland (2000) — Davilex Games
- Anachronox (2001) — Ion Storm
- Лендлиз (2004) — Fragmaker
- Спецназ: Антитеррор (2004) — G.O.G. Games
- Спецназ: Антитеррор. Миссия на Балканах (2005) — G.O.G. Games
- Спецназ: Антитеррор. Афганистан (2005) — G.O.G. Games
- Солдат Империи (2004) — Fragmaker
- Замок на Экзе (2005) — Fragmaker
- OverDose (TBA) — Team Blur Games (сильно модифицированная версия)

## Производные движки
- AprQ2
- berserker@quake2 Архивная копия от 26 июня 2013 на Wayback Machine
- EGL
- Jake2 (Quake II engine, портированный на Java)
- NoCheat
- q² Архивная копия от 25 апреля 2016 на Wayback Machine
- Q2Pro Архивная копия от 5 апреля 2008 на Wayback Machine
- Quake II AbSIRD (Renders Quake II in Single Image Random Dot Stereogram imagery)
- Qfusion
- Quake II for Mac OS X
- Quake2maX
- quake2xp Архивная копия от 7 июля 2013 на Wayback Machine
- Quake2 .NET (Quake II engine, портированный на платформу .NET)
- R1Q2
- Yamagi Quake II Архивная копия от 2 июля 2016 на Wayback Machine